# Aspidiotus capensis
Aspidiotus capensis är en insektsart som beskrevs av Robert Newstead 1917. Aspidiotus capensis ingår i släktet Aspidiotus och familjen pansarsköldlöss. Inga underarter finns listade i Catalogue of Life.